# فیل وسر
فیلیپ جورج واسار جونیور (متولد 28 مه 1964) یک هنرمند موسیقی کانتری در آمریکا است. Vassar در اواخر دهه 1990 اولین حضور خود را در صحنه موسیقی کشور انجام داد و با نوشتن تک آهنگ برای چندین هنرمند کشور از جمله تیم مک گراو ("برای مدتی کوتاه" ، "سی سال دیگر من") ، جو دی مسینا ("خداحافظ ، بای "،" من خوبم ") ، کالین ری (" کمی قرمز رودئو ") و آلن جکسون (" حق با پول "). در سال 1999 ، وی توسط انجمن آهنگسازان ، نویسندگان و ناشران آمریکا (ASCAP) به عنوان ترانه سرای سال کشور معرفی شد.
بعداً در همان سال ، واسار به عنوان یک هنرمند ضبط با آریستا نشویل امضا شد. اولین آلبوم وی با نام Phil Vassar در اوایل سال 2000 منتشر شد و پنج بار در لیست تک آهنگ های بیلبورد ایالات متحده تولید شد و گواهینامه طلا را در ایالات متحده کسب کرد. او این کار را در سال 2002 با American Child ، Shaken Not Stirred در 2004 و سرانجام Greatest Hits ، Vol. 1 در سال 2006 قبل از اینکه Vassar برچسب Universal South Records را ترک کند (اکنون Show Dog-Universal Music). اولین آلبوم او برای این برچسب ، Prayer of a Common Man ، در اوایل سال 2008 منتشر شد. او نوزده ترانه از آهنگ های Hot Country بیلبورد تهیه کرده است ، از جمله 2 آلبوم که در "1 روز دیگر در بهشت" و "2004 دیگر" در رتبه 1 قرار گرفتند " در یک عشق واقعی ".
ارسال بازخورد

## زندگینامه
فیل واسار در 28 مه 1964 در لینچبرگ ، وای متولد شد. [1]
وی در دانشگاه جیمز مدیسون در هریسونبورگ ، وای تحصیل کرد. در آنجا ، واسار نواختن پیانو را شروع کرده بود و سرانجام به عنوان خواننده در باشگاه ها کار کرد. [1] وی همچنین یکی از اعضای فصل اخوان تتا چی کاپا بود. او تصمیم گرفته بود برای ادامه کار در موسیقی به نشویل ، تنسی برود. سرانجام ، او با یک قرارداد انتشاراتی کوچک منعقد شد ، اما نتوانست هیچ موفقیتی در این قرارداد به دست آورد.

## حرفه موسیقی
به عنوان یک ترانه سرا

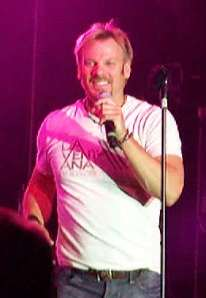
اجرای فیل وسر

از اواخر دهه 1990 ، واسار شروع به نوشتن آهنگ هایی کرد که توسط چندین هنرمند موسیقی کشور ضبط شده بود. از جمله هنرمندانی که مطالب وی را ضبط کردند عبارتند از: بلک هاوک ("بیرمنگام Postmarked") ، کالین ری ("Little Red Rodeo") ، جو دی مسینا ("Bye، Bye"، "I'm Alright")، Tim McGraw ("For a Little while ") ، آلن جکسون (" Right on the Money ") و نیل مک کوی (" I Was "). [1] از میان آنها ، "بای ، بای" ، "من خوب هستم" و "حق با پول" همه به رتبه 1 جدول کشور رسیده اند. "بای ، بای" اولین جایزه انجمن آهنگسازان ، نویسندگان و ناشران آمریکایی (ASCAP) را به واسار برای ترانه سال بدل کرد و در سال 1999 به عنوان ترانه سرای سال ASCAP انتخاب شد. [1]

## به عنوان خواننده
در اواخر سال 1999 ، واسار اولین قرارداد ضبط خود را با برچسب Arista Nashville امضا کرد. اولین تک آهنگ او ، "کارلین" ، در آن سال منتشر شد و تا اواسط سال 2000 این آهنگ در اوج مقام 5 در نمودارهای کشور بیلبورد قرار گرفت. این یک آواز پشتیبان از Collin Raye داشت. [2]
این آهنگ تک آهنگ اصلی آلبوم اولین عنوان Vassar بود ، که وی با تهیه کنندگی بایرون گالیمور همکاری کرد. "کارلین" و "Just Another Day in Paradise" ، اولین موفقیت شماره 1 وی به عنوان خواننده ، دنبال شد. اندکی پس از اوج رسیدن این آهنگ ، تیم مک گراو با "سی سال آینده من" که نویسنده مشترک وی بود ، در صدر جدول قرار گرفت. به طور کلی ، فیل واسار سه تک آهنگ دیگر را تولید کرد: شماره 16 "دسته گل رز" ، "تابستان شش بسته" در شماره 9 و سرانجام "هنگامی که دوستت دارم" ، با صدای خواننده جو دی مِسینا ، [2 ] در شماره 3. بعلاوه ، آلبوم بابت حمل 500000 نسخه از انجمن صنعت ضبط آمریکا (RIAA) گواهینامه طلا گرفت. [1] موفقیت آن منجر به تورهایی با کنی چسنی شد.
Vassar همچنین در ساخت آلبوم "لذت بردن از سوار شدن" علاوه بر تولید مشترک آنها با رابرت برن ، آهنگهای "God Bless This Town" و "Live It Up" را در آلبوم Enjoy the Ride از اواخر سال 2000 مارشال دیلون نوشت. دومی به عنوان تک منتشر شد

## کودک آمریکایی
کودک آمریکایی دومین آلبوم واسار بود که بار دیگر با گالیمور تولید مشترک شد. این در سال 2002 اکران شد ، در همان سالی که او با جولی وود ازدواج کرد ، و او با او نوشت "آن وقت که دوستت دارم" بود. تیتراژ آلبوم به عنوان تک آهنگ اصلی آن عمل کرد و به بالاترین رتبه در جدول کشوری 5 رسید و خود آلبوم در رتبه 4 جدول آلبوم های برتر کشور قرار گرفت. در اواسط سال 2002 ، او همچنین برای ترویج سواد ، یک تک آهنگ خیریه به نام "Words Are Your Wheels" را نوشت و اجرا کرد. این آهنگ به طور انحصاری از طریق فروشگاه های Walmart منتشر شد و شامل آوازهای مهمان کنی چسنی ، بروکس و دان ، مارتینا مک براید و سارا ایوانز بود. [4]
در حالی که "کودک آمریکایی" در حال صعود به جدول بود ، آریستا آهنگ دیگری را که توسط واسار نوشته شده بود ، "این خداست" آزمایش کرد. این ترانه مورد استقبال مخاطبان آزمون قرار گرفت به طوری که American Child در اوایل سال 2003 مجدداً منتشر شد. در این نسخه جدید "This Is God" به همراه کاور Huey Lewis و News "Workin 'for a Livin" منتشر شد. Dan Huff تهیه کننده هر دو ضبط است. "This Is God" به عنوان دومین تک آلبوم منتشر شد و در 20 کشور برتر قرار گرفت. پس از آن ، "Ultimate Love" آمد ، که در رتبه 41 قرار گرفت.
متزلزل نشده و عالی ترین بازدیدها
در سال 2004 ، واسار سومین آلبوم استودیویی خود را با نام Shaken Not Stirred منتشر کرد. این آلبوم شماره دوم واسار را به عنوان خواننده در آهنگ "In a Real Love" تولید کرد. همچنین شماره 17 "I'll Take That as a Yes (آهنگ گرم وان)" و شماره 22 "Good Ole Days" از این آلبوم منتشر شدند. برخلاف دو آلبوم اولش ، واسار Shaken Not Stirred را با گروه راه خود ضبط کرد. Vassar این آلبوم را با نیک بروفی و فرانک راجرز تهیه کرد.
مجموعه بزرگترین بازدیدهای بزرگ Vassar ، Greatest Hits، Vol. 1 ، در سال 2006 صادر شد. این آلبوم شامل بزرگترین بازدیدها از آلبوم های استودیویی وی تا آن زمان ، و همچنین اجرای های "Bye، Bye" ، "I'm Alright" ، "My Next Thirty Years" و "Little" است. Red Rodeo ". این آلبوم همچنین شامل سه آهنگ جدید بود. دو نفر به عنوان مجرد آزاد شدند و این کار با شماره 2 "آخرین روز زندگی من" آغاز شد ، که واسار پس از شرکت در مراسم تشییع جنازه دوستش رابرت برن ، که با وی نوشتن تک آهنگ "دسته گل رز" در سال 2001 ، از نوشتن آن الهام گرفت. [5] دومین و آخرین تک آهنگ Greatest Hits ، "زن در زندگی من" (آهنگ دیگری که توسط واسار و همسرش ساخته شده است) ، اندکی قبل از جدایی واسار از آریستا نشویل به رتبه 20 جدول کشور رسید.

## دعای یک مرد عادی
در مارس 2007 ، واسار با Universal South Records امضا کرد ، [6] که در دسامبر 2009 به بخشی از Show Dog-Universal Music تبدیل شد. اولین تک آهنگ او برای این برچسب ، "This Is My Life" ، در اواسط سال 2007 منتشر شد ، شماره 35 جدول موسیقی کشور. موفقیت در آن "عشق چیز زیبایی است" بود که این آهنگ توسط جفری استیل و کریگ ویزمن ساخته شد و پیش از این در سال 1999 توسط خواننده کانادایی ، پل براندت تحت عنوان "این چیز زیبایی است" ضبط شد. در آوریل 2008 ، "عشق چیز زیبایی است" به رتبه 2 جدول کشور رسیده بود و اولین آلبوم Vassar برای جهانی جهانی (دعای یک انسان معمولی) منتشر شد. سومین تک آهنگ از این آلبوم ، "من می خواهم" در ژوئیه 2008 منتشر شد و در جایگاه 26 قرار گرفت. در اواخر سال 2009 آهنگ آلبوم دنبال شد ، که با شماره 53 به کمترین قله در کارنامه او رسید. .

## سفر سیرک
یک هفته پس از سقوط "Prayer of a Common Man" از جدول ، Vassar هجدهمین تک آهنگ خود را با نام "Bobbi with a I" ترسیم کرد. این آلبوم در آوریل 2009 منتشر شد و اولین تک آهنگ از پنجمین آلبوم استودیویی Vassar به نام Traveling Circus بود که در دسامبر 2009 منتشر شد. پس از هشت هفته حضور در جدول ، در جایگاه 46 قرار گرفت و پس از آن "هر کجا که می روم" دنبال شد.

## روح آمریکایی
Vassar در سال 2011 با Rodeowave Entertainment امضا کرد ، [7] تک آهنگ "Let's Get Together" را منتشر کرد. این ترانه در اواخر سال به 40 نفر برتر رسید و پس از آن "زندگی خود را از دست ندهید" در اوایل سال 2012 دنبال شد. در 18 مارس 2013 ، واسار بیست و دومین تک آهنگ خود را منتشر کرد ، "عشق زنده است". در 15 نوامبر 2016 ، واسار از طریق صفحه فیس بوک خود اعلام کرد که آلبوم جدید خود ، "American Soul" در 2 دسامبر 2016 منتشر می شود.

## محروم پایین
تولید این آلبوم که در 17 ژانویه 2020 منتشر شد ، آهنگ ها را در مرکز و مهم قرار می دهد. این آهنگ شامل آهنگهایی است که در طول 20 سال گذشته نوشته شده اند اما موسیقی های ضبط شده و جدید قبل از آن هرگز ، از جمله "این جایی است که پایان آغاز می شود" ، که به طور مشترک با دخترش ، هیلی واسار نوشته شده است. برداشت واسار از "Postmarked Birmingham" ، ضربه ای که برای Blackhawk نوشت نیز در این پروژه گنجانده شده است. بسیاری از ترانه سرایان موفق در آلبوم با واسار همکاری کردند از جمله راس کوپرمن ، جان ریچ ، دون سامپسون و چارلی بلک به نام چند. [8]

## زندگی شخصی
در 26 مارس 2002 ، واسار با جولی وود ازدواج کرد ، و او با او نوشتن ترانه های "When When I Love You" و "The Woman in My Life" را نوشت. [9] برادر وود ، جف وود ، نیز یک هنرمند موسیقی کشور است ، که در سال 1997 یک آلبوم استودیویی را در Imprint Records ضبط کرد و علاوه بر نوشتن قطعات آلبوم برای Vassar و دیگر هنرمندان ، سه ترانه را ترسیم کرد. واسار دارای دو دختر است: هیلی (متولد 27 اوت 1998) از ازدواج قبلی و پریسلی جید (متولد 4 دسامبر 2003) با وود. واسار و وود در سال 2007 طلاق گرفتند. [10] [11]
واسار یکی از طرفداران بالتیمور اوریولز است. [12]

## آلبوم ها
Phil Vassar (2000)
کودک آمریکایی (2002)
Shaken Not Stirred (2004)
Greatest Hits، Vol. 1 (2006)
Prayer of a Common Man (2008)
Traveling Circus (2009)
Noel (2011)
The Hits Live On Broadway (2011)
American Soul (2016)
Stripped Down (2020)
ارسال بازخورد